# Barry Dancer

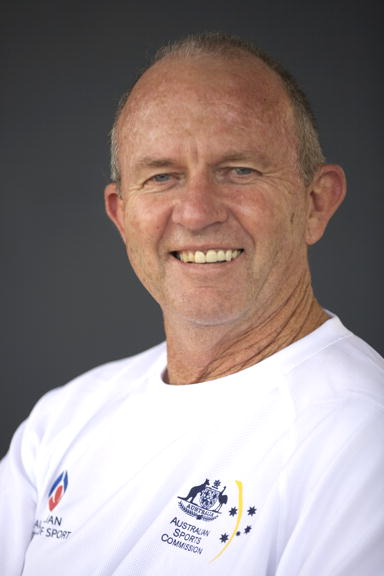
Barry Dancer (2008)

Barry Dancer (* 27. August 1952 in Brisbane) ist ein ehemaliger australischer Hockeyspieler, der mit der australischen Hockeynationalmannschaft 1976 Olympiazweiter war. Als Trainer führte er die Australische Nationalmannschaft 2004 zu ihrem bislang einzigen Olympiasieg.

## Karriere
Barry Dancer bestritt zwischen 1973 und 1979 48 Länderspiele für die australische Nationalmannschaft.
1975 gehörte er zur australischen Mannschaft bei der Weltmeisterschaft 1975, die Australier belegten den fünften Platz. Bei den Olympischen Spielen 1976 in Montreal belegten die Australier in ihrer Vorrundengruppe den zweiten Platz hinter den Niederländern. Mit einem 2:1-Halbfinalsieg über die pakistanische Mannschaft erreichten die Australier das Finale, dort unterlagen sie der neuseeländischen Mannschaft mit 0:1. Barry Dancer wurde lediglich im letzten Gruppenspiel gegen die argentinische Mannschaft eingewechselt. Bei der Weltmeisterschaft 1978 in Buenos Aires gewannen die Australier ihre Vorrundengruppe, verloren aber im Halbfinale gegen die Niederländer mit 3:2. Das Spiel um Bronze gewannen die Australier gegen die Deutschen mit 4:3.
Barry Dancer war danach als Lehrer und Hockeytrainer in Queensland tätig. Von 1991 bis 1997 war er Trainer der australischen U21-Nationalmannschaft, mit der er 1997 die Junioren-Weltmeisterschaft gewann. Von 1998 bis 2000 amtierte er als Cheftrainer der britischen Nationalmannschaft. Bei den Olympischen Spielen 2000 in Sydney erreichten die Briten den sechsten Platz.
Von 2001 bis 2008 übernahm er den Cheftrainer-Posten der australischen Nationalmannschaft. Die Nationalmannschaft gewann unter ihm 2002 und 2006 den Titel bei den Commonwealth Games. Ebenfalls 2002 und 2006 erreichten die Australier das Finale bei der Weltmeisterschaft und unterlagen dann jeweils den Deutschen. 2004 bei den Olympischen Spielen in Athen gewann die australische Mannschaft das Olympiafinale gegen die niederländische Mannschaft und erhielt die bislang einzige olympische Goldmedaille für die australischen Herren. Vier Jahre später gewannen die Australier die Bronzemedaille bei den Olympischen Spielen in Peking. Nach den Spielen in Peking trat Barry Dancer als Nationaltrainer zurück.